# Karl Raupp

Karl Raupp

Karl Raupp (* 2. März 1837 in Darmstadt; † 14. Juni 1918 in München) war ein deutscher Maler.

## Leben

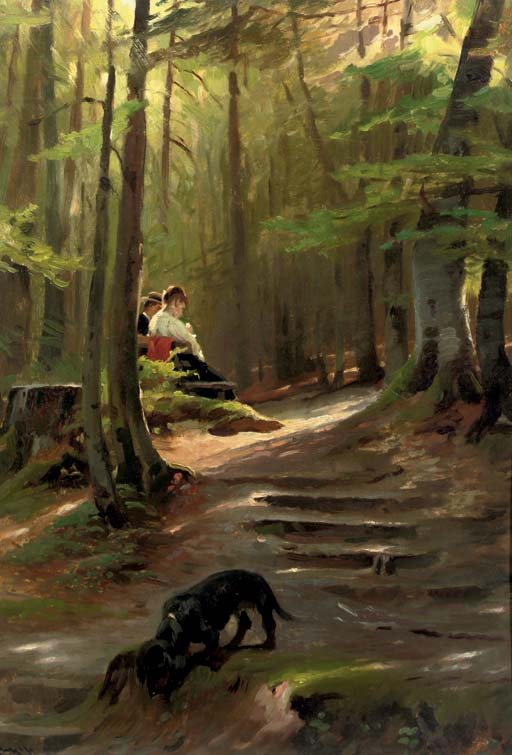
Der neugierige Dackel, Sonnenstrahlen im Wald

Raupp bildete sich anfangs bei August Lucas zum Landschaftsmaler und von 1856 bis 1858 unter Jakob Becker am Städelschen Institut zu Frankfurt für das Genre aus. Als Schüler der Münchener Akademie schloss er sich 1860 bis 1865 Karl Piloty an. Er gründete sich anschließend ein eigenes Atelier und eine kleine Privatmalschule.
1868 wurde er als Professor der Malerei an die Kunstgewerbeschule Nürnberg berufen und war in dieser Stellung bis 1879 tätig: Als er 1880 nach München zurückkehrte, übernahm er eine Professur an der dortigen Akademie, war zunächst Lehrer der Antikenklasse, wurde Leiter der „Vorschule“ und übernahm anschließend die Leitung der „Naturklasse“. Einige seiner zahlreichen Schüler wurden später als Maler und Zeichner oder anderweitig bekannt. Unter anderem Karl Arnold, Fritz und Erich Kuithan, Hans Brand, Adalbert Hock, Kristoffer Holst, Heinrich Kiel, Walter Queck, Andrea Robbi, Karl Gross-Sattelmair, Wilhelm Stumpf, Alois Kolb, Paul Thiem, Milan Milovanović, Joseph Henfling, Augustin Kolb und Joseph Ehrismann.

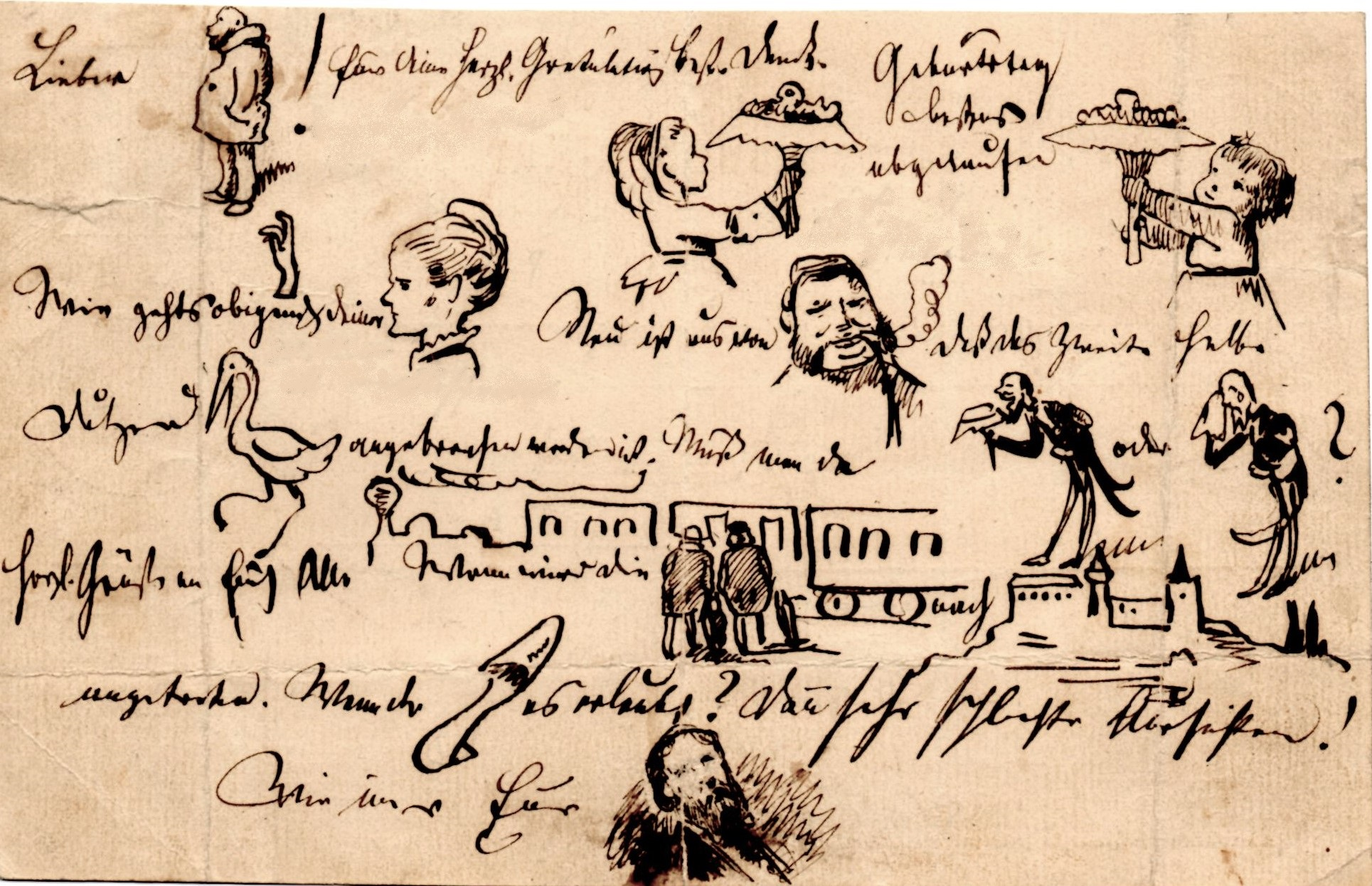

Raupp malte mit Vorliebe stimmungsvolle Bilder, in welchen Landschaft und Staffage sich das Gleichgewicht halten, und vorzugsweise Motive aus dem Leben der Fischer und Landleute am Chiemsee, die er 1869 kennenlernte. Er wurde wegen dieser Thematik auch der „Chiemsee-Raupp“ genannt, gründete eine Malerkolonie auf der Fraueninsel, auf der er seit 1869 die Sommermonate verbrachte. Max Haushofer hatte die Schönheit der Insel bereits im Jahr 1828 entdeckt und dort die Künstlerkolonie Frauenchiemsee gründete. Durch Raupp wurde der Chiemsee zu einem beliebten Ausflugsziel. Zu den Sommergästen gehörten zahlreiche Maler, was nicht überall positiv aufgenommen wurde. Auf der Insel verfasste er sein Handbuch der Malerei (4. Auflage 1904) und war mit Franz Wolter Herausgeber der 1918 veröffentlichten Künstlerchronik von Frauenchiemsee.
Er hatte einen feinen Sinn für die Farbe; sein Vortrag war breit und kräftig.
Karl Raupp starb im Alter von 81 Jahren.

## Grabstätte
Die Grabstätte von Karl Raupp befand sich auf dem Münchner Waldfriedhof  (Grabnr. 96-W-72). Das Grab ist inzwischen ausgelassen.

## Ehrung
Anlässlich seines 100. Todestages im Juni 2018 würdigte das Heimatmuseum in Prien den Maler und seine Werke mit einer Ausstellung.
Nach Karl Raupp wurde 1964 in München im Stadtteil Solln (Stadtbezirk 19 – Thalkirchen-Obersendling-Forstenried-Fürstenried-Solln) die Karl-Raupp-Straße benannt.
Auch in Prien am Chiemsee, wo er viel gemalt hatte, wurde eine Straße nach Karl Raupp benannt.

## Werkauswahl
- Im Schutz der Mutter
- Kahnfahrt auf dem Chiemsee
- Junges Volk
- Verschiedene Passagiere
- Heimkehr vor dem Wetter
- Auf stiller Flut
- Glücklich gelandet in den Wellen
- Gebetläuten am Mittag während der Ernte
- Ave Maria
- Amalie Nister als Braut des Künstlers (München, Neue Pinakothek)
- Aufziehendes Gewitter am Chiemsee, um 1885 (München, Neue Pinakothek)
- Ernste Begegnung, 1889 (Münster, Westfälisches Landesmuseum)

Schriften (Auswahl)
- Auf Frauenchiemsee. In: Die Kunst für alle: Malerei, Plastik, Graphik, Architektur. Heft 1, 1. Oktober 1888, S. 9–12 (digi.ub.uni-heidelberg.de).
- Die Photographie in der modernen Kunst. In: Die Kunst für alle: Malerei, Plastik, Graphik, Architektur. Heft 21, 1. August 1889, S. 325–326 (digi.ub.uni-heidelberg.de).
- Handbuch der Malerei. Ein Ratgeber und Führer für angehende Künstler und Dilettanten. J. J. Weber, Leipzig 1904.
- Aus meinem Leben und meiner Zeit. Erinnerungen aufgezeichnet von Karl Raupp. Selbstverlag, München 1907.